# Леута Олександр Іванович
Леута Олександр Іванович (17 червня 1956, м. Бобровиця Черніг. обл.) — мовознавець, доктор філологічних наук (2009), професор (2008). 
Закінчив Київський педагогічний інститут (1978), де й працює від 1981 (нині Національний педагогічний університет): 1988–95 — заступник декана з навчальної роботи філологічного факультету, від 2008 — професор кафедри української мови. Наукові дослідження: семантичний синтаксис, функціональна граматика, когнітивна лінгвістика.
Пр.: 
- Сучасна українська літературна мова: Підруч. 1994; 2000; 2003; 2005; 2006 (співавт.);
- Сучасна українська літературна мова: Зб. вправ. 1995; 2003 (співавт.);
- Старослов'янська мова: Підруч. 2001; 2007; Старослов'янська мова: Зб. вправ. 2004 (співавт.);
- Семантико-синтаксичні параметри українського дієслова. 2007;
- Структура і семантика дієслівних речень в українській літературній мові. 2008

(усі — Київ).
Дружина: Леута Анна Григорівна 22.06.1951